# درتوم
درتوم، روستایی از توابع بخش مرکزی شهرستان بجنورد در استان خراسان شمالی ایران است. نام خانوادگی اکثریت اهالی این روستا درتومی و زبان مردم روستای درتوم ترکی می‌باشد.اسم اصلی این روستا داریوم بوده وبعدها نامش به درتوم تغیریافته ازمکان های دیدنی کوه نوردی درارتفاعات آق داغ وامامزاده بی بی صنم نامبرد شغل اصلی این روستا دامپروری وکشاورزی وکارگری های فصلی میباشد و دارای افراد تحصیل کرده زیادی که درشهربجنورد در سمت های مختلف مشغول هستند دارد،

## جمعیت
این روستا در دهستان آلاداغ قرار دارد و براساس سرشماری مرکز آمار ایران در سال ۱۳۸۵، جمعیت آن ۱٬۱۵۷ نفر (۲۹۲خانوار) بوده‌است.
- درتوم